# Paragus haemorrhous
Paragus haemorrhous là một loài ruồi trong họ Ruồi giả ong (Syrphidae). Loài này được Meigen mô tả khoa học đầu tiên năm 1822. Paragus haemorrhous phân bố ở vùng Châu Phi